# Campeonato Mundial de Triatlón de 2021
El XXXIII Campeonato Mundial de Triatlón fue una serie de cinco competiciones donde la Final se celebró en Edmonton (Canadá) el  21 de agosto de 2021. Fue realizado bajo la organización de la Unión Internacional de Triatlón (ITU).
Originalmente, la Final se iba a realizar en la isla de Bermudas (Reino Unido). Pero debido a la pandemia de COVID-19, la ITU decidió reestructurar el calendario del año 2021.
En esta ocasión, los resultados de los Juegos Olímpicos de Tokio 2020 contaron para la clasificación final.

## Etapas
| Fecha             | Lugar                | Tipo                    |
| ----------------- | -------------------- | ----------------------- |
| 15 de mayo        | Yokohama ( Japón)    | Estándar                |
| 5 – 6 de junio    | Leeds ( Reino Unido) | Estándar                |
| 10 – 11 de julio  | Hamburgo ( Alemania) | Cancelado               |
| 26 – 27 de julio  | Tokio ( Japón)       | Estándar                |
| 14 – 15 de agosto | Montreal ( Canadá)   | Esprint por eliminación |
| 21 de agosto      | Edmonton ( Canadá)   | Final                   |

## Resultados

### Medallistas
| Evento    | Oro                                        | Plata                                 | Bronce                                 |
| --------- | ------------------------------------------ | ------------------------------------- | -------------------------------------- |
| Masculino | Kristian Blummenfelt · Noruega · 3972 pts. | Marten Van Riel · Bélgica · 3594 pts. | Alex Yee Reino Unido 3289 pts.         |
| Femenino  | Flora Duffy Bermudas 3861 pts.             | Taylor Knibb Estados Unidos 3486 pts. | Taylor Spivey Estados Unidos 3239 pts. |

### Masculino
| Evento   | Oro                            | Plata                         | Bronce                        |
| -------- | ------------------------------ | ----------------------------- | ----------------------------- |
| Yokohama | Kristian Blummenfelt · Noruega | Jelle Geens · Bélgica         | Morgan Pearson Estados Unidos |
| Leeds    | Alex Yee Reino Unido           | Morgan Pearson Estados Unidos | Marten Van Riel · Bélgica     |
| Hamburgo | Cancelado                      | Cancelado                     | Cancelado                     |
| Tokio    | Kristian Blummenfelt · Noruega | Alex Yee Reino Unido          | Hayden Wilde Nueva Zelanda    |
| Montreal | Dorian Coninx Francia          | Vincent Luis Francia          | Léo Bergere Francia           |
| Edmonton | Kristian Blummenfelt · Noruega | Marten Van Riel · Bélgica     | Léo Bergere Francia           |

### Femenino
| Evento   | Oro                         | Plata                            | Bronce                       |
| -------- | --------------------------- | -------------------------------- | ---------------------------- |
| Yokohama | Taylor Knibb Estados Unidos | Summer Rappaport Estados Unidos  | Maya Kingma · Países Bajos   |
| Leeds    | Maya Kingma · Países Bajos  | Jessica Learmonth Reino Unido    | Sophie Coldwell Reino Unido  |
| Hamburgo | Cancelado                   | Cancelado                        | Cancelado                    |
| Tokio    | Flora Duffy Bermudas        | Georgia Taylor-Brown Reino Unido | Katie Zaferes Estados Unidos |
| Montreal | Flora Duffy Bermudas        | Taylor Knibb Estados Unidos      | Taylor Spivey Estados Unidos |
| Edmonton | Taylor Knibb Estados Unidos | Léonie Périault Francia          | Flora Duffy Bermudas         |

## Medallero
| Núm. | País           | Oro | Plata | Bronce | Total |
| ---- | -------------- | --- | ----- | ------ | ----- |
| 1    | Bermudas       | 1   | 0     | 0      | 1     |
| 1    | Noruega        | 1   | 0     | 0      | 1     |
| 3    | Estados Unidos | 0   | 1     | 1      | 2     |
| 4    | Bélgica        | 0   | 1     | 0      | 1     |
| 5    | Reino Unido    | 0   | 0     | 1      | 1     |
|      | TOTAL          | 2   | 2     | 2      | 6     |